# Бэтмен: Тайна Бэтвумен
«Бэтмен: Тайна Бэтвумен» (англ. Batman: Mystery of the Batwoman) — анимационный фильм 2003 года производства Warner Bros. Animation, выпущенный сразу на VHS и DVD, продолжение мультсериала «Новые приключения Бэтмена». В США присвоен рейтинг PG. 12 марта 2013 года вышел на Blu-Ray.

## Сюжет
В Готэме появляется новая супергероиня Бэтвумен, личность которой неизвестна даже Бэтмену. Во время патрулирования города динамический дуэт Бэтмена и Робина замечает её, когда она пытается остановить грузовик, перевозящий плазменные винтовки Пингвина. Бэтмен и Робин спасают от смерти водителя грузовика, но контрабандный товар большей частью оказался уничтожен. Бэтмен задаётся целью выяснить, кто же эта новая мстительница.
Тем временем Пингвин со своими деловыми партнерами Рупертом Торном и Карлтоном Дюкейном продолжают нелегальное производство оружия для его последующей выгодной продажи в страну Казнию. Вмешательство Бэтвумен заставляет преступных боссов постоянно корректировать план и нанимать усиленную охрану, прибегнув в конце-концов к услугам Бейна. Проведя тщательное расследование, Бэтмен приходит к шокирующему выводу: на самом деле под личиной Бэтвумен действуют три женщины, имеющие свои счёты к главам преступной компании. Положение осложняется ещё и тем, что Бэтмен знаком с каждой из них в той или иной ипостаси.
Совместными усилиями Бэтмену и всем героиням удаётся разрушить планы Пингвина, уничтожив крупную партию новейшего контрабандного оружия и добившись законного осуждения всех трёх преступных дельцов.

## Роли озвучивали
- Кевин Конрой — Брюс Уэйн / Бэтмен
- Кимберли Брукс — Кэтлин «Кэти» Дюкейн
- Келли Рипа — доктор Роксана «Рокки» Баллантайн
- Элиза Габриелли — детектив Соня Алкана
- Кира Седжвик —  Бэтвумен
- Дэвид Огден Стайерс — Освальд Кобблпот / Пингвин
- Кевин Майкл Ричардсон — Карлтон Дюкейн
- Джон Вернон — Руперт Торн
- Гектор Элизондо — Бэйн
- Ефрем Цимбалист-младший — Альфред Пенниуорт
- Эли Мариентал — Тим Дрейк / Робин
- Тара Стронг — Барбара Гордон
- Боб Хастингс — комиссар Джим Гордон
- Роберт Костанцо — детектив Харви Буллок
- Тимоти Дэнг — Кевин
- Синди Алмузни (Cherie) — певица в клубе «Айсберг»

## Саундтрек
Саундтрек к фильму выпущен 29 марта 2016 года студией La-La Land Records. Он также включает дополнительные треки и саундтрек к короткометражке «Догони меня».

### Список композиций
| Номер | Название трека                                       |
| ----- | ---------------------------------------------------- |
| 01    | Main Title                                           |
| 02    | Opening                                              |
| 03    | He's Been Waiting / Weapons Factory                  |
| 04    | Start Flexing                                        |
| 05    | The Reason I Called / Rocky Ballantine               |
| 06    | Bat-Signal                                           |
| 07    | I'll Get Back To You / Factory / After The Explosion |
| 08    | Chase Through Store / Rear-View Mirror               |
| 09    | Bruce And Kathy                                      |
| 10    | Real Muscle / Get Out!                               |
| 11    | Paint The Town                                       |
| 12    | Revolving Door / Time To Burn A Bat                  |
| 13    | I Was Wrong About You                                |
| 14    | Subway / Identified                                  |
| 15    | I Don't Want To See You / High Stakes                |
| 16    | The Ship Sails Tonight / Batwoman In Flight          |
| 17    | Close To Our Goal                                    |
| 18    | This Is It / Ship Leaves The Harbor                  |
| 19    | Penguin Gets A Call / Trouble                        |
| 20    | Bon Voyage, Señor Batman                             |
| 21    | Close Look / It Has To End / Explosions              |
| 22    | Ship Is Going Down                                   |
| 23    | Bane's Demise                                        |
| 24    | Bullock Sees Sonia / The Badge                       |
| 25    | I Missed You                                         |
| 26    | Mystery End Credits                                  |
|       | «Догони меня»                                        |
| 27    | Chase Me                                             |
| 28    | Chase Me End Credits                                 |
|       | Bonus tracks                                         |
| 29    | News Source                                          |
| 30    | Piano Source                                         |
| 31    | Department Store                                     |
| 32    | Rude Interruption                                    |
| 33    | Main Title (Film Version)                            |